# Henry Houssaye

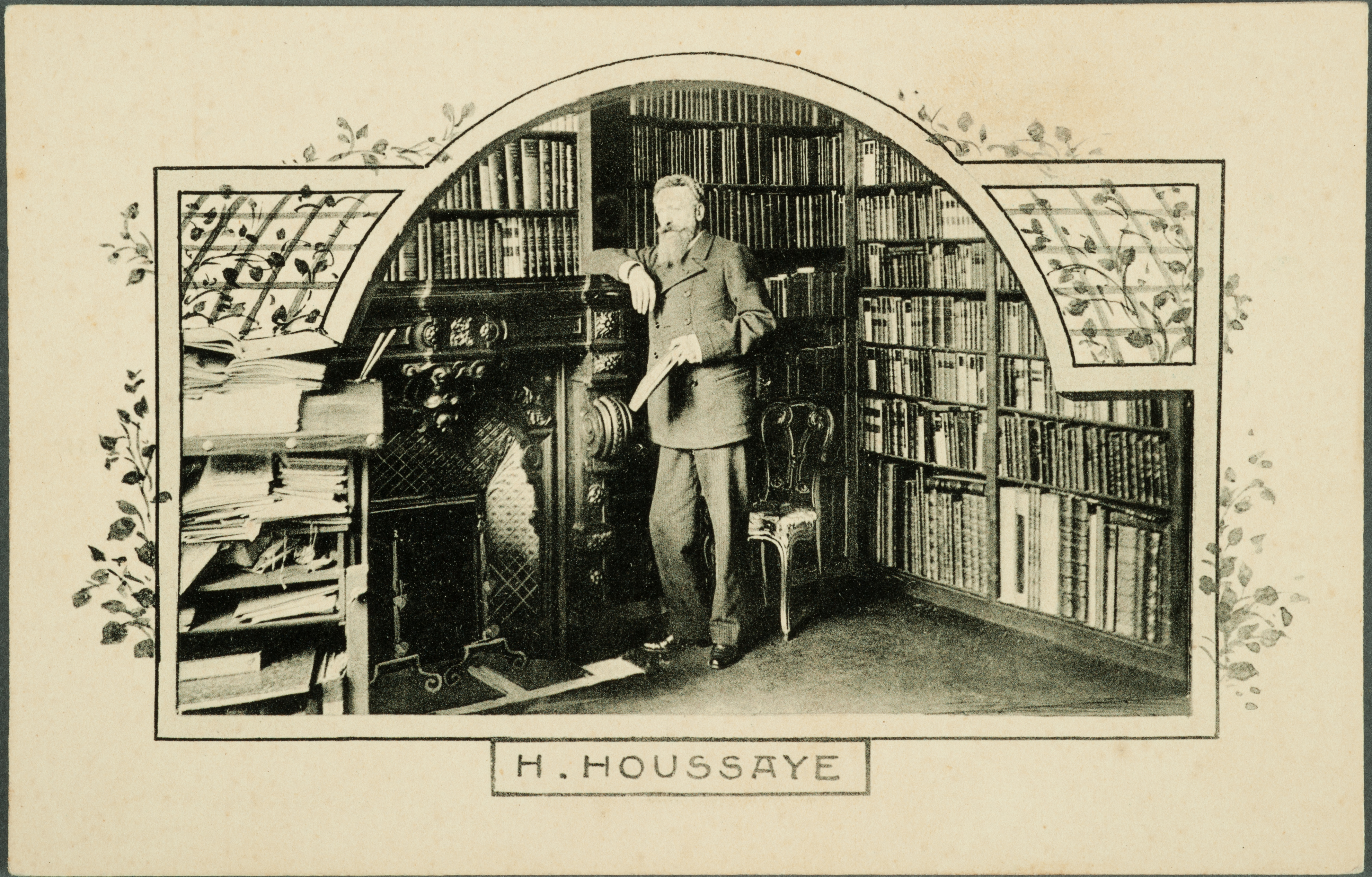
Henry Houssaye

Henry Houssaye (* 24. Februar 1848 in Paris; † 23. September 1911 ebenda) war ein französischer Historiker und Mitglied der Académie française.

## Leben
Henry Houssaye wuchs als Sohn von Arsène Houssaye in geistig regem Klima und in begüterten Verhältnissen auf. Er begeisterte sich für das Altgriechische, unternahm eine Griechenlandreise und schrieb (unterbrochen durch den Kriegsdienst 1870–1871) eine zweibändige Geschichte des Alcibiades (1874 abgeschlossen).
Berühmt wurde er durch die auf breitester Quellenbasis gearbeitete vierbändige Geschichte Napoleons der Jahre 1814–1815, in der die Leser über alle Einzelheiten hinaus den großen Atem der Geschichte spürten. Der erste Band von 1888 erlebte in kurzer Zeit 46 Auflagen. Nach Erscheinen des zweiten Bandes (1893) wurde er 1895 in die Académie française (Sitz Nr. 14) gewählt. Der vierte und letzte Band erschien 1905. In Deutschland diente das Werk in Ausschnitten als Lektüre im Französischunterricht.
Houssaye starb 1911 im Alter von 63 Jahren. In Waterloo wurde eine Straße nach ihm benannt.

## Werke (Auswahl)
- Histoire d’Alcibiade et de la république athénienne depuis la mort de Périclès jusqu’à l’avènement des Trente Tyrans. 2 Bde. Paris 1873.
- 1814. Histoire de la Campagne de France et la Chute de l'Empire. Perrin, Paris 1888.
- 1815. La Première Restauration. Le Retour de l’Ile d’Elbe. Les Cent-Jours. Perrin, Paris 1893.
  - (deutsch) 1815. Für den Schulgebrauch ausgewählt und erklärt von Richard Arndt. Renger, Leipzig 1913.
- 1815. Waterloo. Perrin, Paris 1899.
  - (deutsch) Renger, Leipzig 1921.
- 1815. La Seconde Abdication. La Terreur Blanche. Perrin, Paris 1905.